# Winter-Asienspiele 2025/Teilnehmer (Macau)
| Gelbes Symbol für Goldmedaillen mit stilisierten Olympischen Ringen | Graues Symbol für Silbermedaillen mit stilisierten Olympischen Ringen | Braundes Symbol für Bronzemedaillen mit stilisierten Olympischen Ringen |
| ------------------------------------------------------------------- | --------------------------------------------------------------------- | ----------------------------------------------------------------------- |
| —                                                                   | —                                                                     | —                                                                       |

Macau nahm an den Winter-Asienspiele 2025 in Harbin teil.

## Teilnehmer nach Sportarten

### Eishockey
| Wettbewerb    | Männer |
| ------------- | --- |
| Athleten      | Cheng Sao Chon Ka Miu Guan Chentao Ho Hou Hong Argus Hu Zhaoting Leong Weng Hei Kong Chong Man Ku Hio Tong Lao Chichong Lao Chon Hou Lei Pak Leong Chon Kong Leung Manlong Li Chon Hei Lin Zhi Hang Mok Kim Kei Shinoda Katsuyoshi Sou Edison Un Kinfai Wong Kitcheng Yeung Ho Yin |
| Gruppenphase  | Hongkong (1:26) Indien (2:4) Turkmenistan (0:26) |
| Zwischenrunde | Bahrain (3:4 n. V.) |
| Viertelfinale | ausgeschieden |
| Halbfinale    | ausgeschieden |
| Finale        | ausgeschieden |
| Rang          | 14 |